# 리야

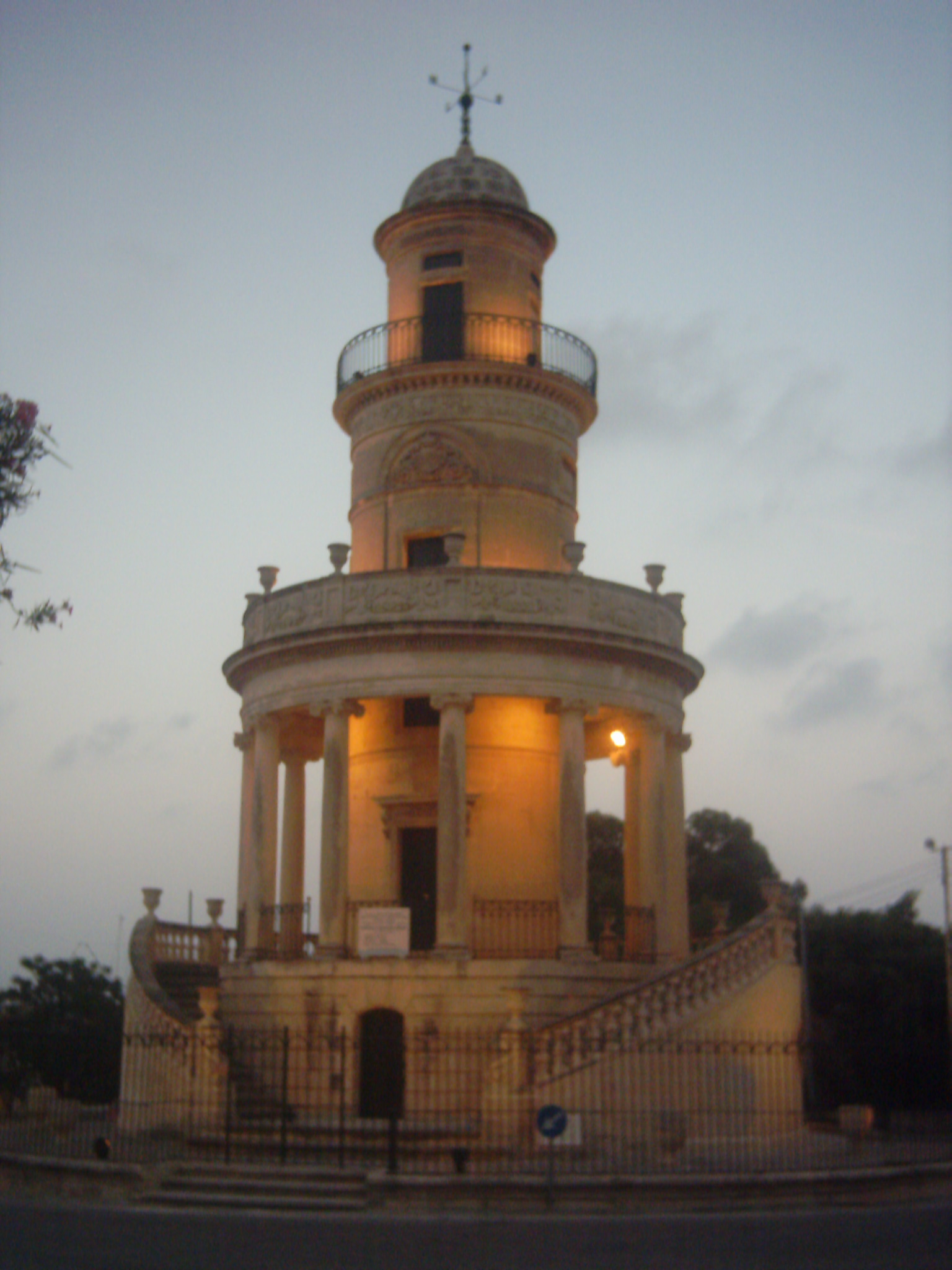
리야에 위치한 벨베데레 탑의 모습

리야의 위치

리야(몰타어: Lija)는 몰타의 도시로 면적은 1.1km2, 인구는 2,967명(2011년 3월 기준), 인구 밀도는 2,700명/km2이다. 아타르트, 발찬과 함께 고대 몰타에 형성된 "3개의 마을" 가운데 한 곳이다.

시기